# Fabryka Norblina

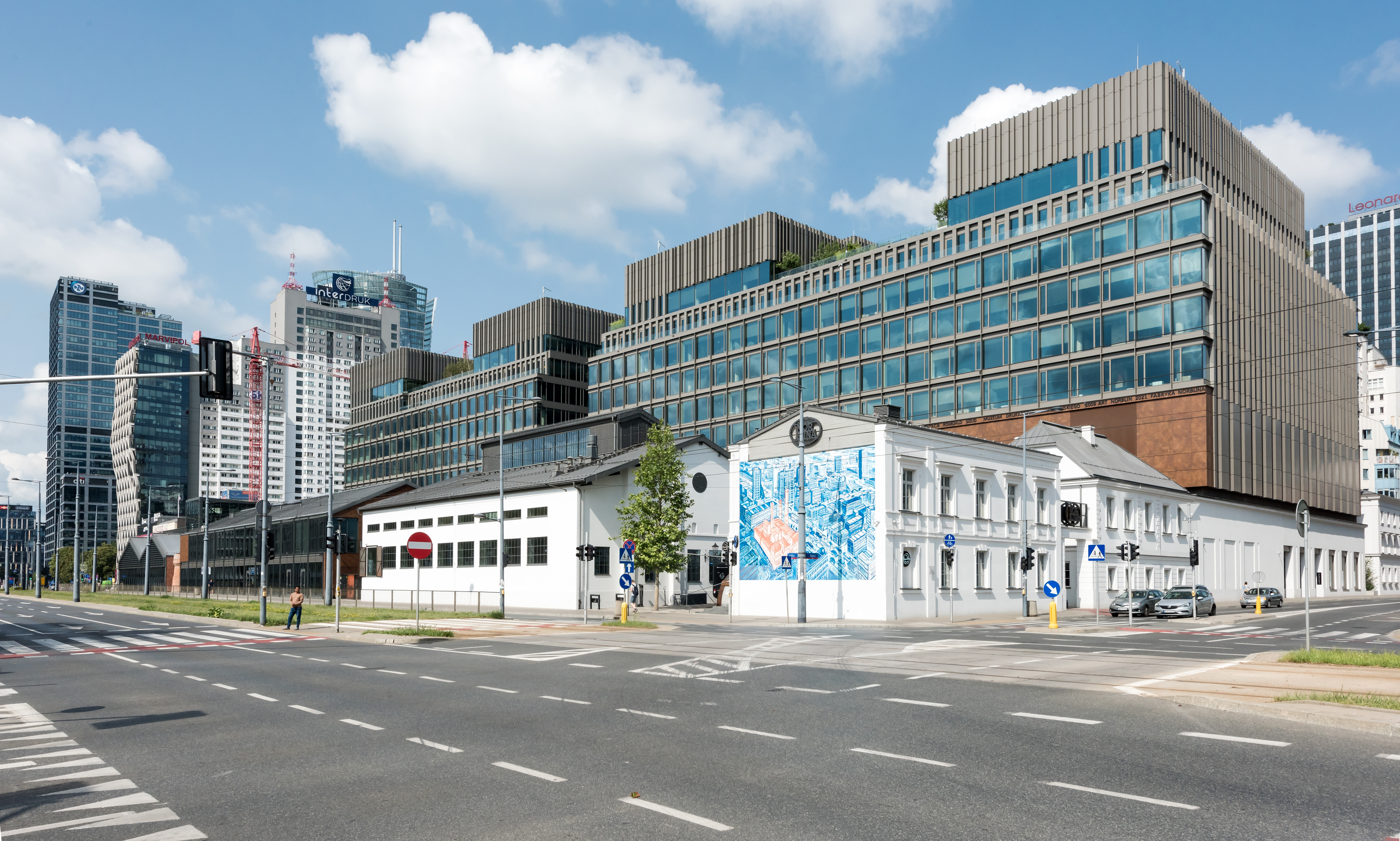
Die revitalisierte Fabrik von der Prosta-Straße aus gesehen, 2022

Fabryka Norblina (deutsch: Norblin-Fabrik; im Entwicklungsstadium auch als Dawna Fabryka Norblina, ArtNorblin oder Art N bezeichnet) ist ein revitalisiertes Fabrikgelände im Warschauer Stadtbezirk Wola. Auf einer zwei Hektar großen Fläche entstand unter Einbeziehung alter Fabrikgebäude ein multifunktionaler Immobilienkomplex, in dem sich moderne Büros, Gastronomie- und Unterhaltungseinrichtungen, ein Kino und ein Museum befinden. Die seit 2017 umfangreich sanierte und erweiterte Anlage wurde im Jahr 2021 eröffnet. Sie liegt an den Straßen Żelazna (49/53), Prosta und Łucka. Verbliebene Fabrikgebäude stehen unter Denkmalschutz.

## Geschichte

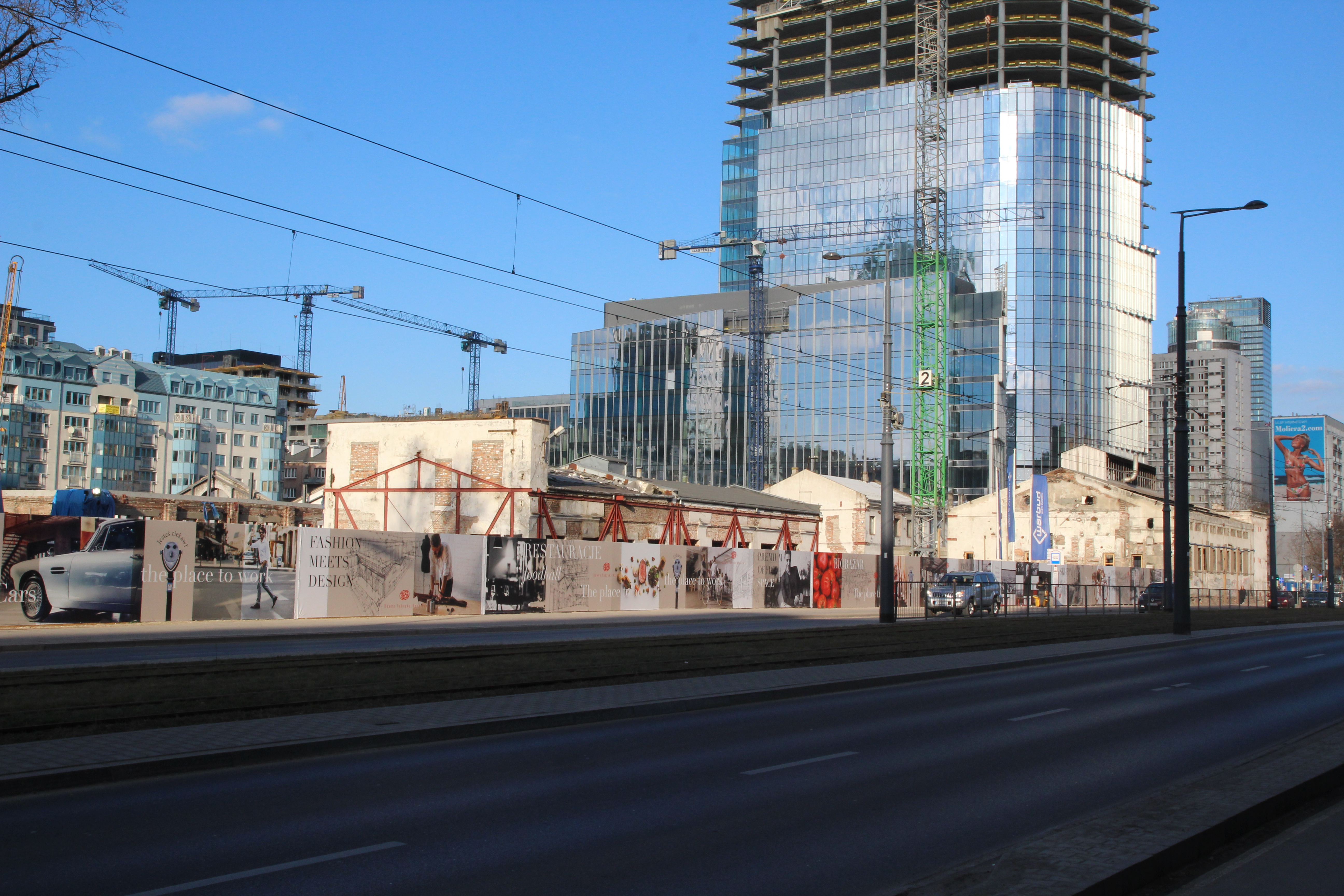
Baumaßnahmen an den historischen Fabrikanlagen im Jahr 2019, im Hintergrund befindet sich die Baustelle des benachbarten Mennica Legacy Towers

In der Warschauer Fabrikanlage von Norblin, Bracia Buch i T. Werner wurden im 19. und 20. Jahrhundert Metallwaren, Haushaltsgeräte und Munitionsteile produziert. In den 1980er Jahren wurde die Produktion eingestellt, die Anlage verfiel.
Im Februar 2007 wurde das Gelände an die Entwicklungsgesellschaft Alm Dom für 67,5 Millionen Złoty verkauft. Als Folge schloss im Juni 2008 das zwischenzeitlich eingerichtete Technikmuseum in der Fabrik. Alm Dom plante die Errichtung einer Wohnanlage auf dem Grundstück. Der Plan wurde nicht realisiert, und noch im Jahr 2008 übernahm der US-Investmentfonds Patron Capital Partners die ehemalige Fabrik.
Zur weiteren Entwicklung der Immobilie wurde die Gesellschaft Art Norblin gegründet. Das Architekturbüro JEMS Architekci entwarf ein erstes Konzept für eine multifunktionale Nutzung, bei dem die denkmalgeschützten Reste der Fabrik erhalten und eingebunden werden sollten. Später wurde Art Norblin in den Immobilienfonds Capital Park eingebracht, an dem Patron Capital beteiligt ist. Ein weiterer Investor des Fonds und damit bei der Entwicklung des ehemaligen Fabrikgeländes wurde im März 2019 der US-Fondsgesellschaft Madison International Realty.
Das schließlich realisierte Projekt stammt von den Architekten PRC Architekci. Die Genehmigungsprozess war wegen des Denkmalschutzstatus von Teilen der Immobilie langwierig. Die Vorbereitungs- und Tiefbauarbeiten begannen im Jahr 2017 und wurden 2021 abgeschlossen. Die Bauzeit betrug 46 Monate, und der gesamte Investitionsprozess 13 Jahre.  Auch die Bauarbeiten waren herausfordernd. So musste eines der denkmalgeschützten Gebäude aufgrund notwendiger unterirdischer Arbeiten verschoben werden. Das rund 900 Tonnen schwere, unter dem Fabrikanten Edward Luckfield errichtete Fabrikgebäude wurde um 15 Meter versetzt; nach fünf Monaten wurde es an seinen ursprünglichen Standort zurück verschoben.
Das Generalbauunternehmen war Warbud, als Subunternehmer waren unter anderem Soletanche, Maat4 und TKT Engineering tätig. Für die Realisierung des Komplexes wurde eine Kreditfinanzierung durch die Bank Pekao (99,3 Millionen Euro) und die Europäische Investitionsbank (60 Millionen Euro) bereitgestellt, die zusammen mit Eigenmitteln der Capital Park Group die Baukosten deckten. Das Investitionsvolumen wurde von der Gazeta Wyborcza mit über einer Milliarde Złoty angegeben.

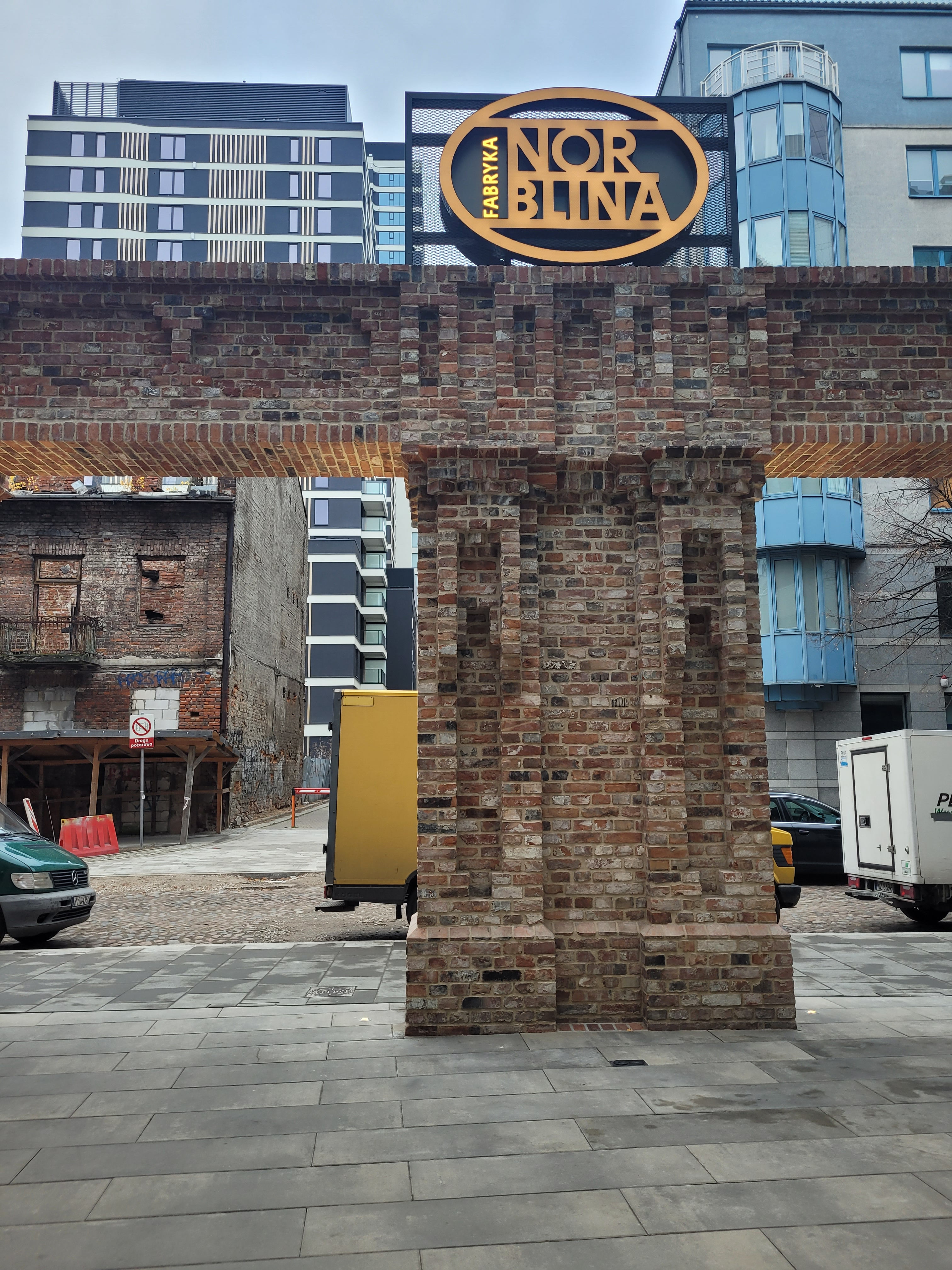
Rückwärtiger Eingangsbereich (Ulica Łucka) mit Logo

## Fabryka Norblina
Die Fabryka Norblina ist ein multifunktionaler Gebäudekomplex mit einer Gesamtnutzfläche von über 65.000 Quadratmetern, von denen 41.000 Quadratmeter auf moderne Büros (Klassifizierung A+) in zwei neungeschossigen Gebäuden und 24.000 Quadratmeter auf Flächen für Unterhaltung, Kultur, Gastronomie und Einzelhandel bzw. Dienstleistungen entfallen. Die zehn erhaltenen Fabrikgebäude wurden mit einer baumbepflanzten Fußgängerzone zu einem Freizeit- und Gastronomiebereich verbunden. Im Erdgeschossbereich der Anlage wurden Bestandteile der vorherigen Fabrik (Schienen, Öfen, hydraulische Anlagen, Pressen und Werksfahrzeuge) integriert. Auf drei der vier unterirdischen Geschosse befinden sich rund 900 Kfz-Parkplätze und die erste vollautomatische Tiefgarage Polens für bis zu 200 Fahrräder. Der Komplex ist BREEAM-zertifiziert.

### Kunstförderung
Die Fundacja Fabryki Norblina (Norblin-Fabrik-Stiftung) wurde gegründet, um das philanthropische und kunstfördernde Engagement der früheren Besitzerfamilien der Fabrik, Norblin und Werner, fortzuführen. Der Auftrag der Stiftung verpflichtet zur Förderung junger Künstler und zur Stärkung des Bewusstseins für die Rolle der Kunst in der Gesellschaft. Die Haupttätigkeit der Stiftung besteht im nicht-kommerziellen musikalischen Bereich. Daneben werden andere Kunstsparten unterstützt.
Ein Projekt der Stiftung war die künstlerische Bearbeitung und Wiederverwendung von historischen Artefakten aus der Fabrik. So wurden verschiedene in den Fabrikgebäuden aufgefundene Holz- und Stahltüren von jungen Künstlern bemalt und als Dekoration in Neubauten des Komplexes, wie z. B. auch inn der Tiefgarage, verwendet.
Auf die Giebelfassade eines 1885 errichteten, zunächst als Wohnhaus, später als Labor genutzten Fabrikgebäudes wurde im April 2021 ein Gemälde des polnischen Künstlers Edward Dwurnik übertragen. Der damals bereits verstorbene Künstler, dessen Wirken eng mit Warschau verknüpft war, wurde mit dieser 90 Quadratmeter großen Reproduktion von „Zakłady Norblina“ (deutsch: Norblin-Werke) aus dem Jahr 2009 gewürdigt. Bei den Konservierungs- und Restaurierungsarbeiten im Zuge der Revitalisierung der Norblin-Fabrik waren das ursprüngliche Satteldach des Gebäudes und die Fassadendetails an der Ost-, West- und Nordwand wiederhergestellt worden. Nur die nach Abbruch eines ursprünglichen Seitenflügels an der Prosta-Straße liegende Süd-Fassade blieb ohne gestalterische Elemente oder Fenster. Geschaffen wurde das Wandgemälde von der ausschließlich aus Frauen gebildeten Agentur Red Sheels, die sich auf die Erstellung großformatiger Wandmalereien spezialisiert hat – Malerinnen, Denkmalpflegerinnen und Architektinnen.
Im Inneren der Fabryka Norblina befindet sich ein Gemälde der Dwurnik-Tochter Pola Dwurnik. Mit den Maßen von 2,5 × 8 Meter bedeckt es eine Fläche von zwanzig Quadratmetern und besteht aus sieben Tafeln. Das Gemälde wurde mit einer von der Künstlerin entwickelten Technik erstellt – Acrylfarbe auf Aluminiumplatten. Als Inspiration für das Werk diente die Geschichte der Norblin-Fabrik und die von ihr ehemals hergestellten Produkte: Besteck, Teller- und Silberwaren. Die hier dargestellten Gegenstände bilden das Wort „Norblin“.
Im Tex-Mex-Restaurant „Blue Cactus“ befinden sich mehrere Werke des Malers Darek Pala.
2025 wurden Skulpturen aus dem Dalí Universe gezeigt.

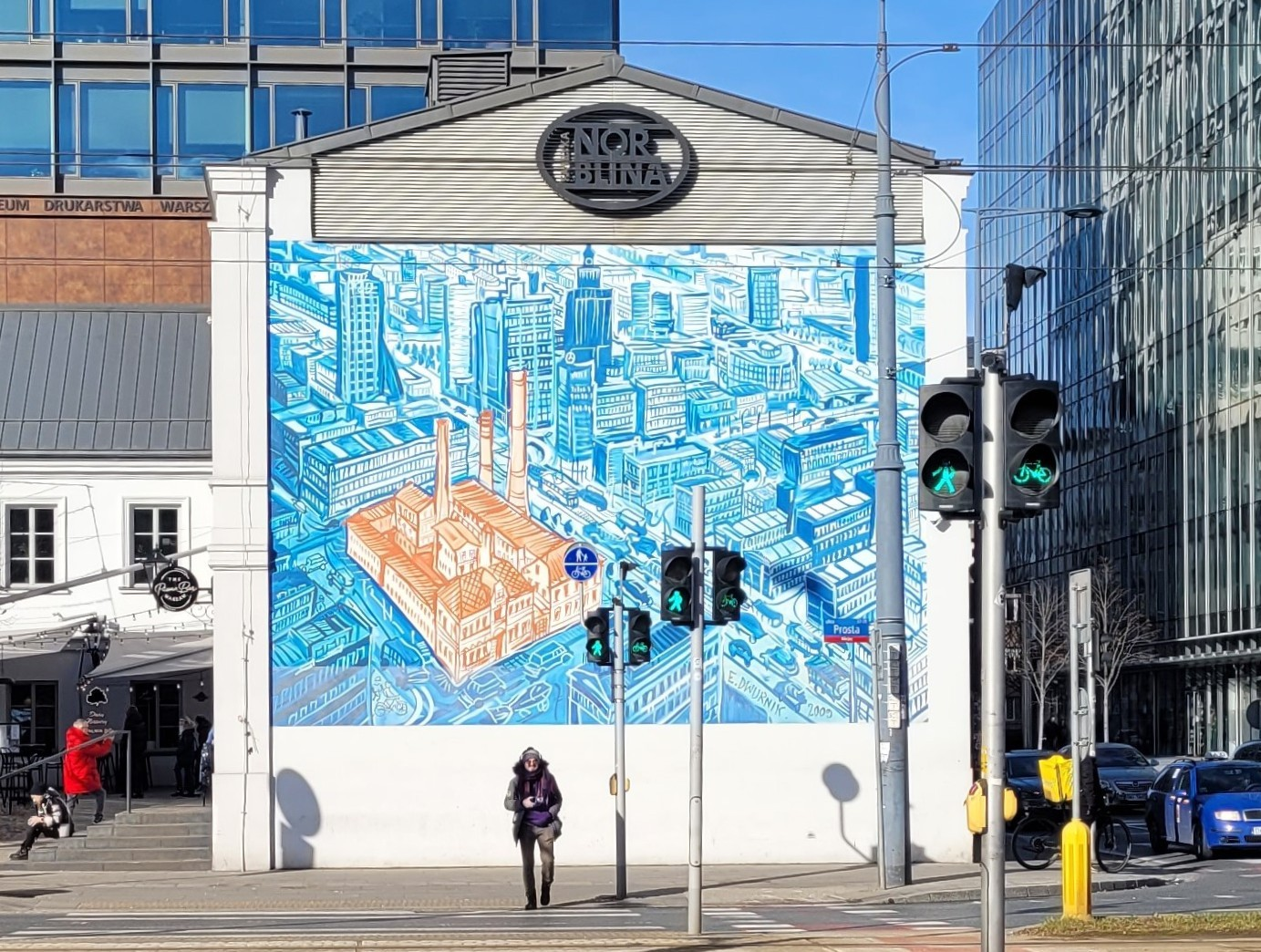
Dwurnik-Wandgemälde
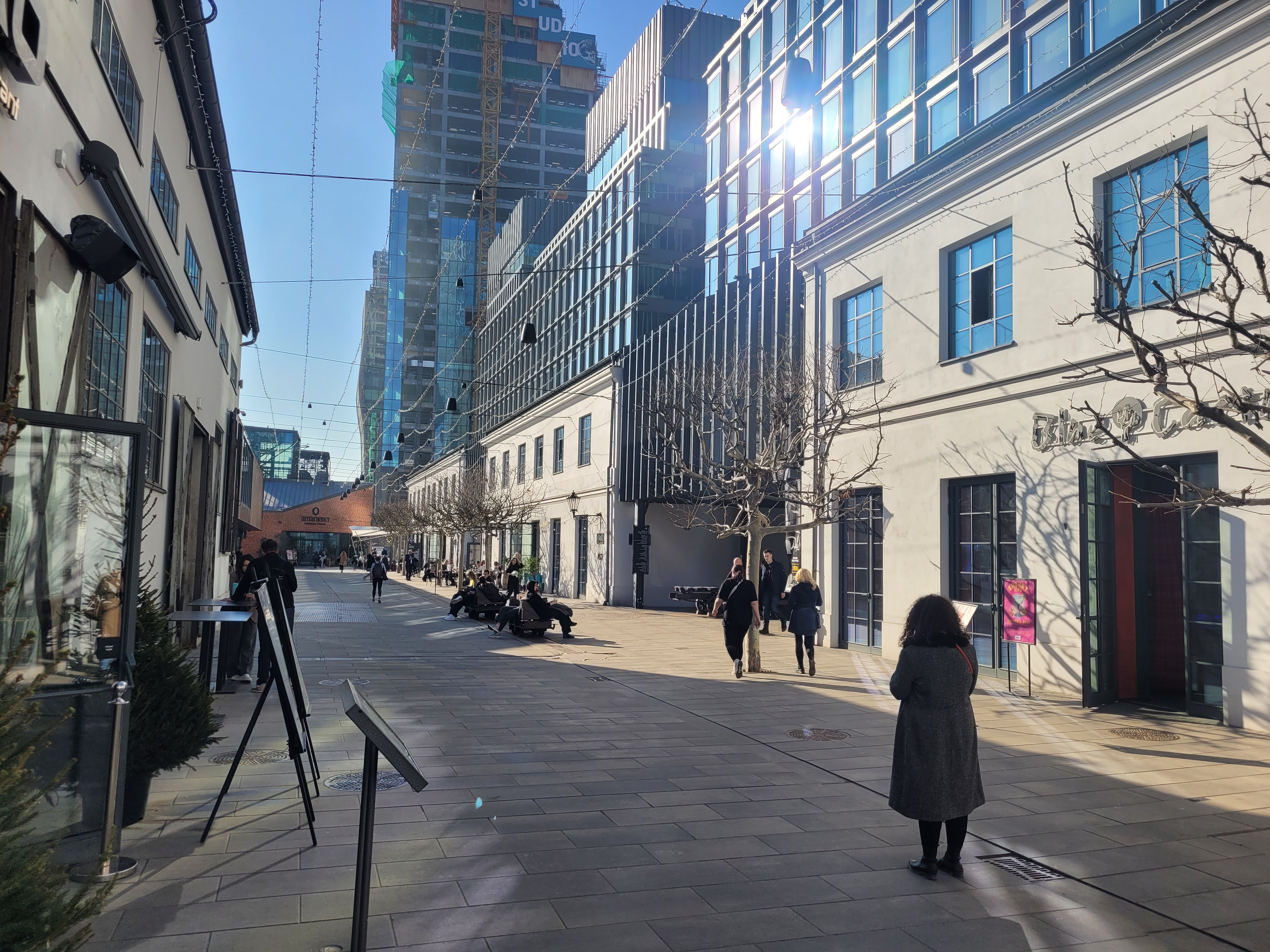
Fußgängerzone in der Anlage
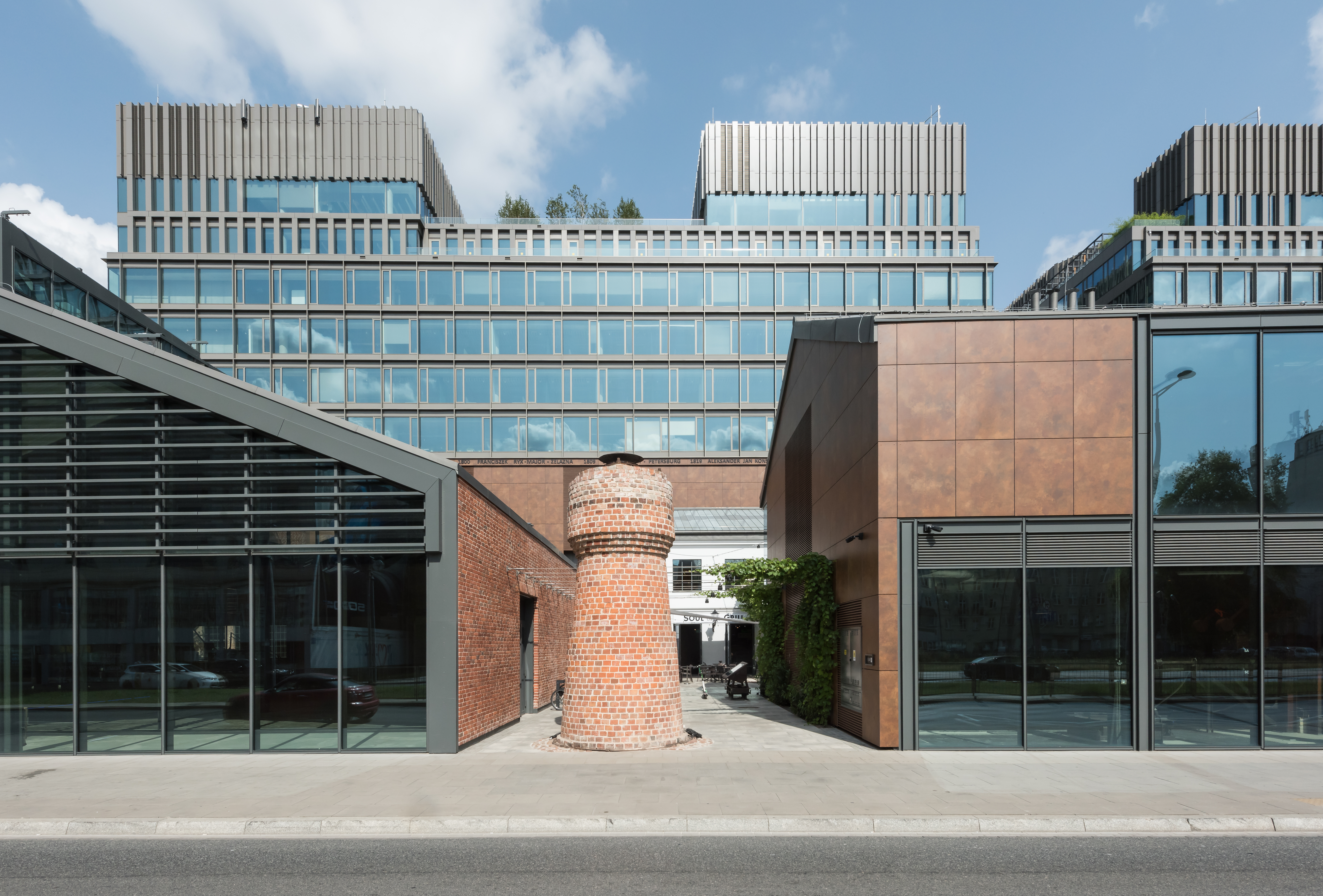
Neubauten neben Schornsteinsockel
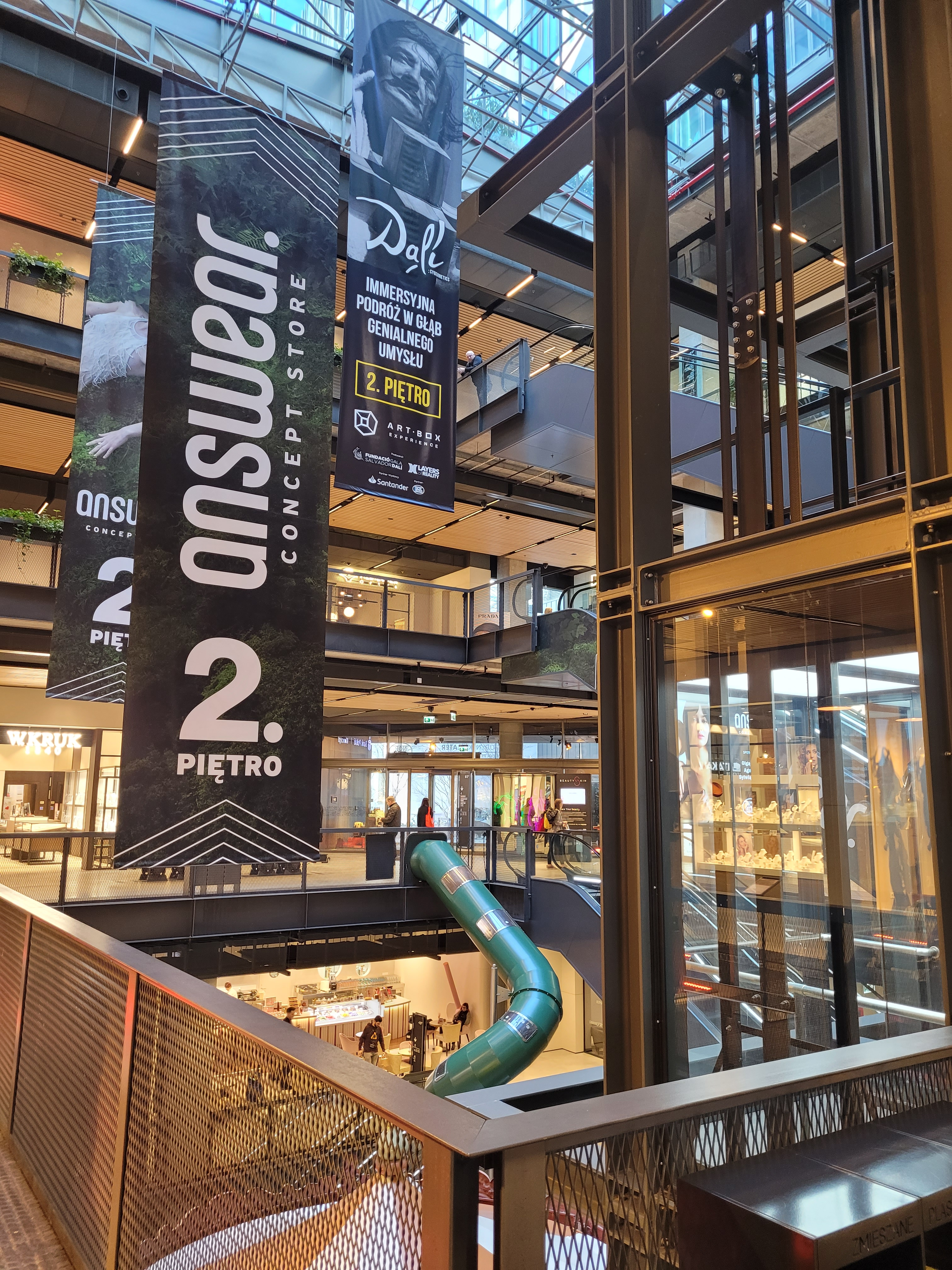
Im Inneren
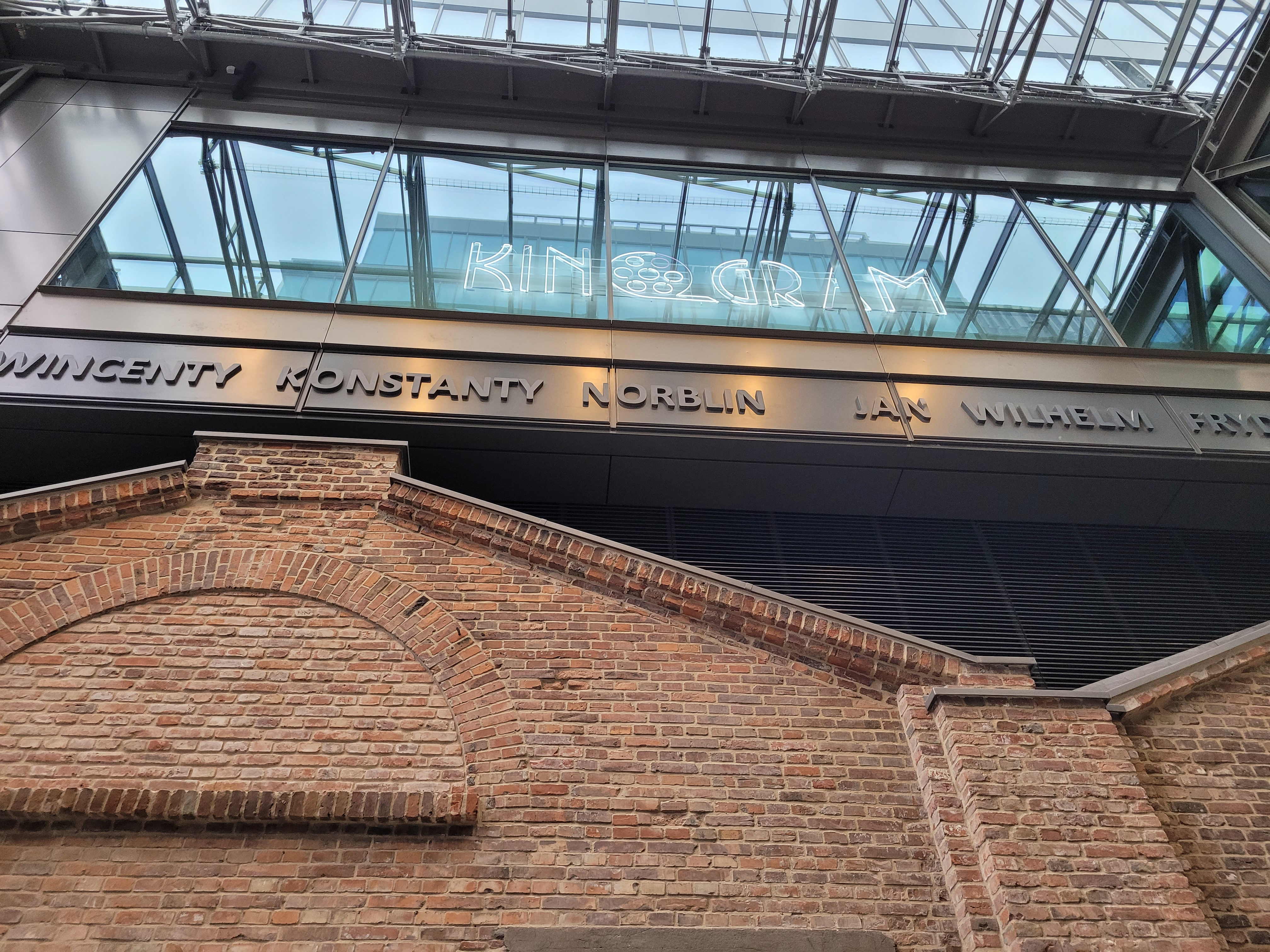
Überbautes Altgebäude

### Gastronomie und Unterhaltung
Im Oktober 2021 wurde der Gastronomiebereich der Fabryka Norblina eröffnet. Neben einigen separaten Restaurants befindet sich in restaurierten historischen Hallen im Erdgeschoss des Neubaukomplexes der als  „Food Town“ bezeichnete Food Court. Der Zugang erfolgt über eine glasüberdachte Passage, die das ehemalige Fabrikgelände durchquert. 23 Cafés und Restaurants bieten in Form von Street Food Gerichte internationaler Küche an. Außerdem befinden sich hier vier Bars, ebenfalls mit unterschiedlichen regionalen Ausrichtungen.
Das kleine, als Boutique-Kino bezeichnete „KinoGram“ in der Fabryka Norblina bietet Zuschauern ausklappbare Sessel und Sofas mit individuellen Tischen an jedem Sitzplatz. Die Inneneinrichtung greift den industriellen Stil und die Geschichte der Fabrik auf. Die sieben Kinosäale und zugehörige Räume sind in einem kühlen Vintage-Stil gestaltet, der außerdem an die goldene Ära der amerikanischen Arthouse-Kinos erinnern soll. Das Kino verfügt über eine 14 Meter lange Bar; es besteht die Möglichkeit, an der Bar erworbene Getränke direkt in die Kinosäle mitzunehmen.

### Museum
Das Konzept des Norblin-Fabrikmuseums (Muzeum Fabryki Norblina) ist ungewöhnlich; es verfügt über kein eigenständiges Museumsgebäude, die Exponate befinden sich an verschiedenen Stellen im heutigen Norblin-Komplex. Dazu gehören 50 historische Maschinen, von denen 42 im Denkmalregister eingetragen sind. Diese Maschinen bildeten die technologische Linie des Metallwalzwerks.
Neben verschiedenen Härte- und Glühöfen, in denen die Halbfertigprodukte erhitzt wurden, ist – als größtes Exponat des Museums – ein Hydraulikspeicher, zu sehen. Der trieb zusammen mit zwei ebenso gezeigten Hydraulikpumpen eine 50 Tonnen schwere Hydraulikpresse an, die mit einem Kolbendruck von 1000 Tonnen vorwiegend aus Kupfer und Messing bestehende Stangen, Drähte und Profile formte. Diese Presse war das zentrale Element der Metallverarbeitung und stammte aus der Nagel- und Drahtfabrik der Gebrüder Szajn (Fabryki Gwoździ i Drutu „Bracia Szajn”) in Sławków.
Verschiedene geführte Rundgänge zeigen Muesumsbesuchern den kompletten technologischen Ablauf in der ehemaligen Fabrik. Die Sammlung der ausgestellten Produkte aus der Plattierungsproduktion von Norblin, Bracia Buch und T. Werner umfasst 400 versilberte Geschirrteile.

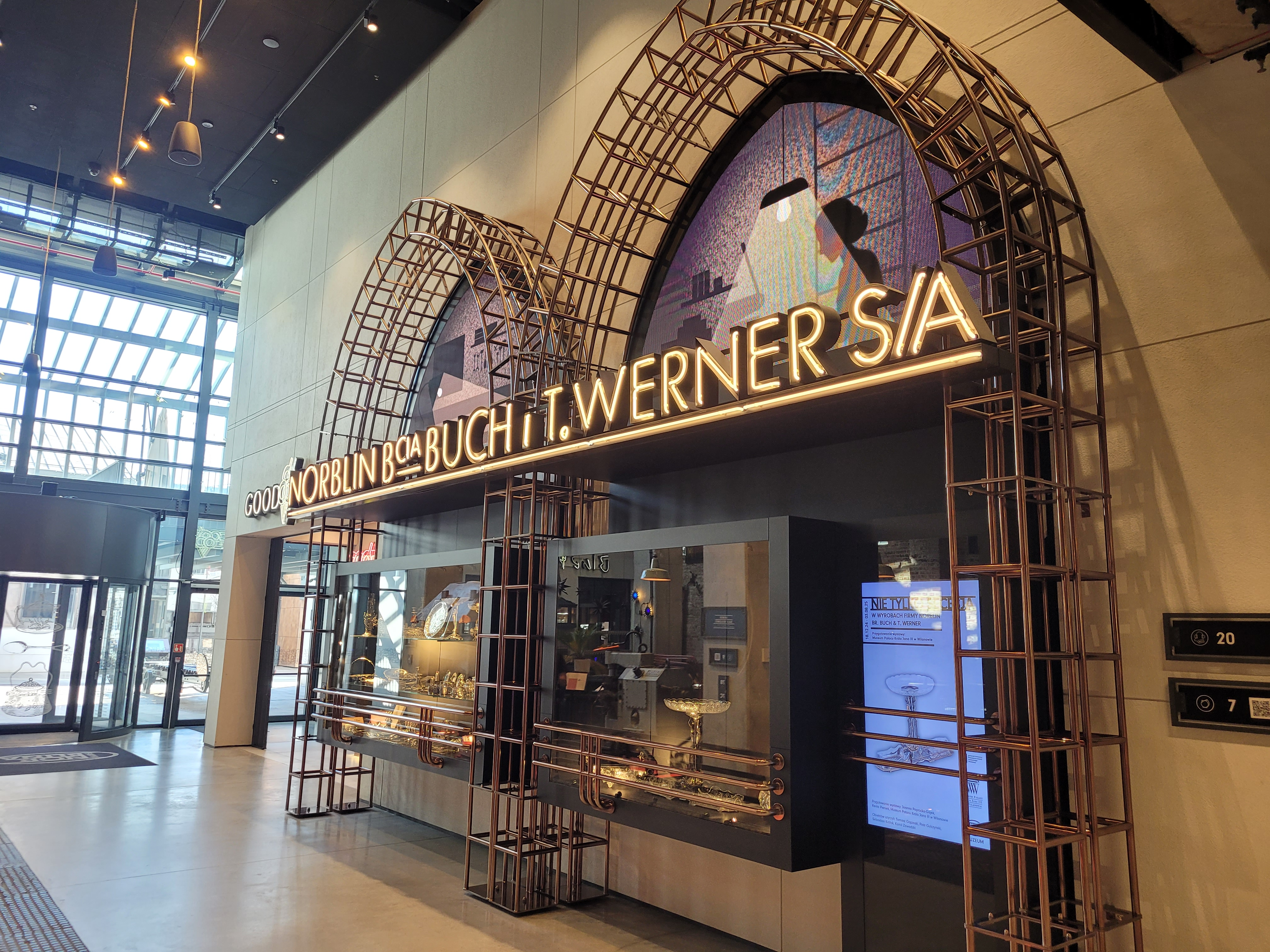
Ausstellung plattierter Produkte
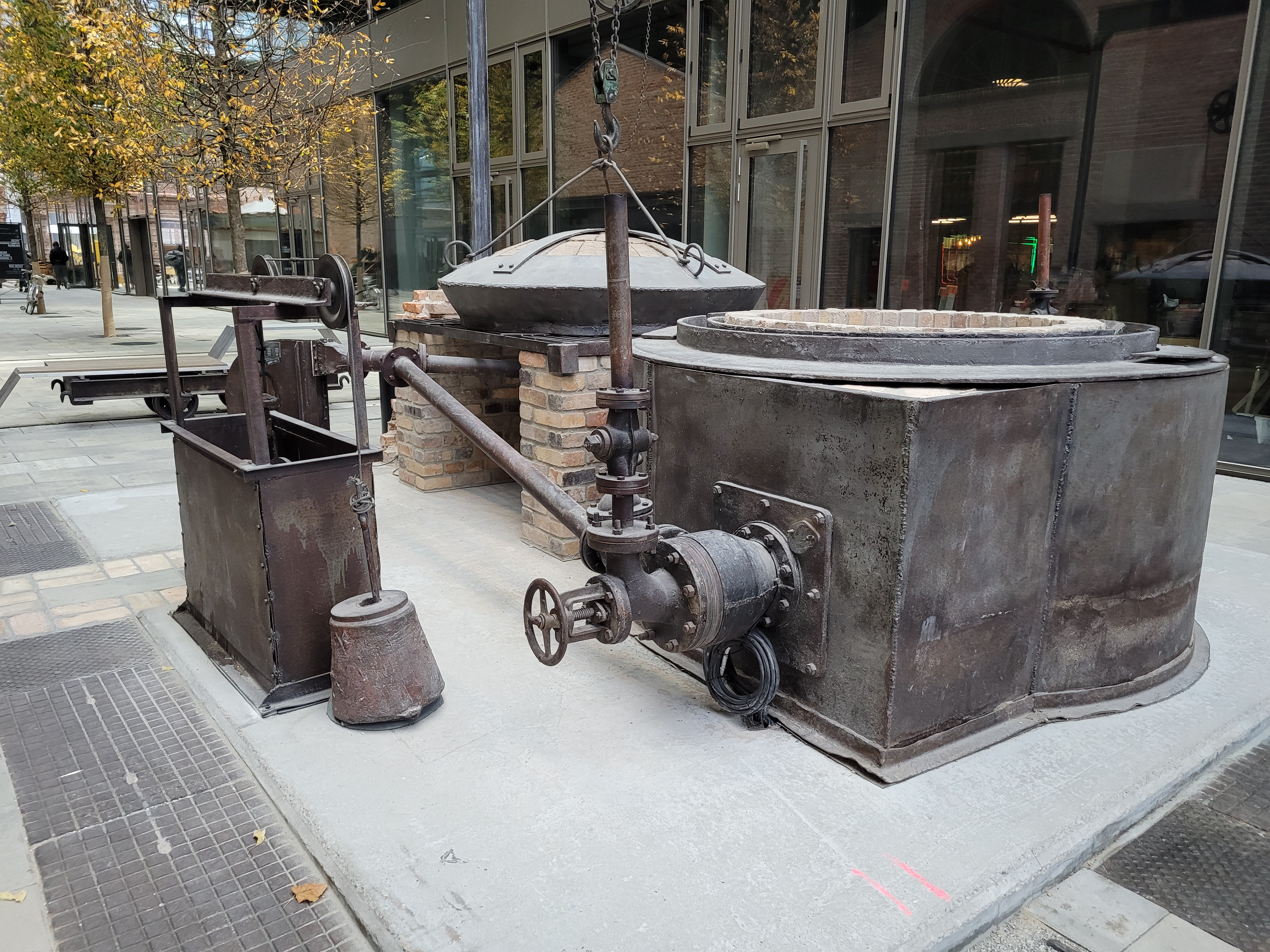
Glühofen
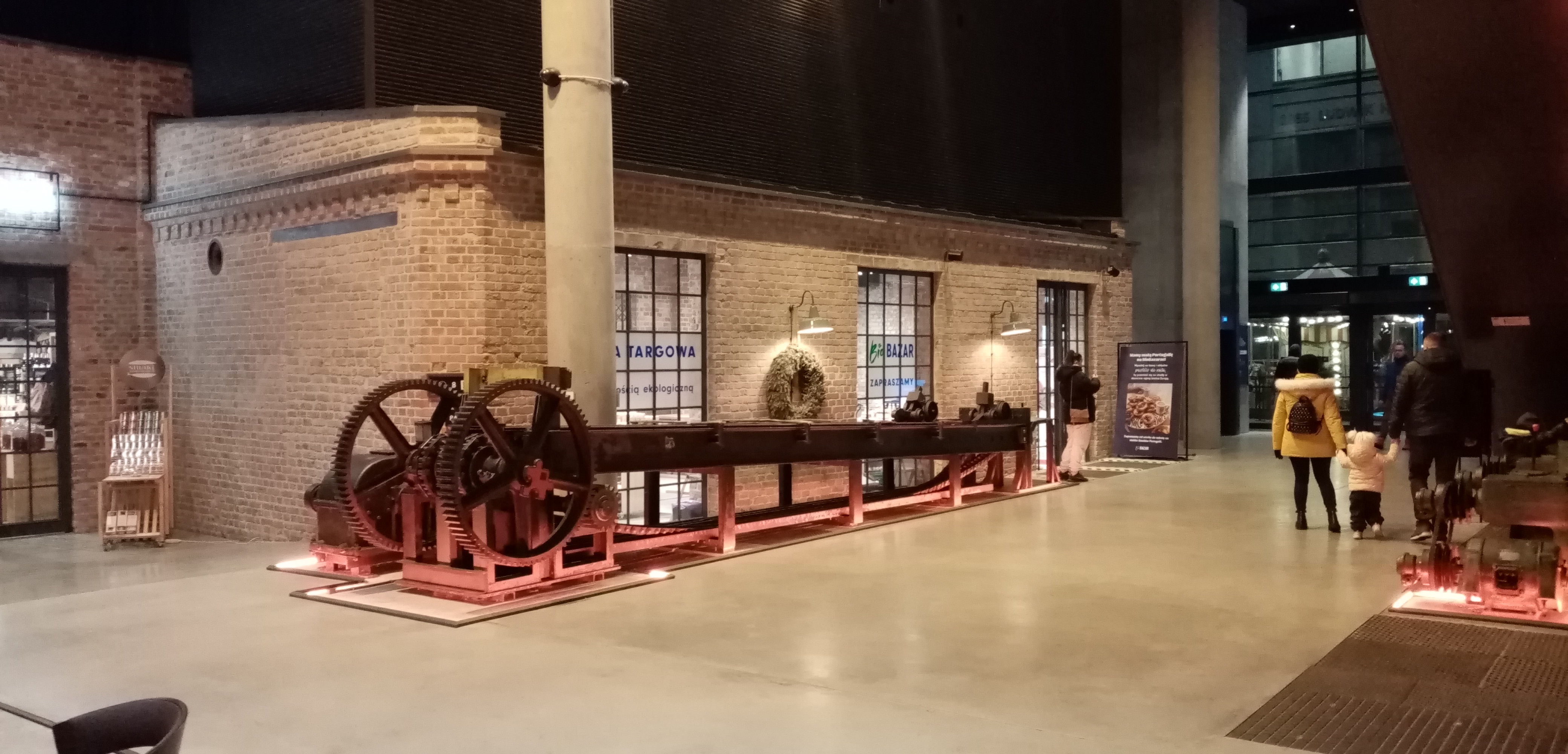
Museum im Innenbereich
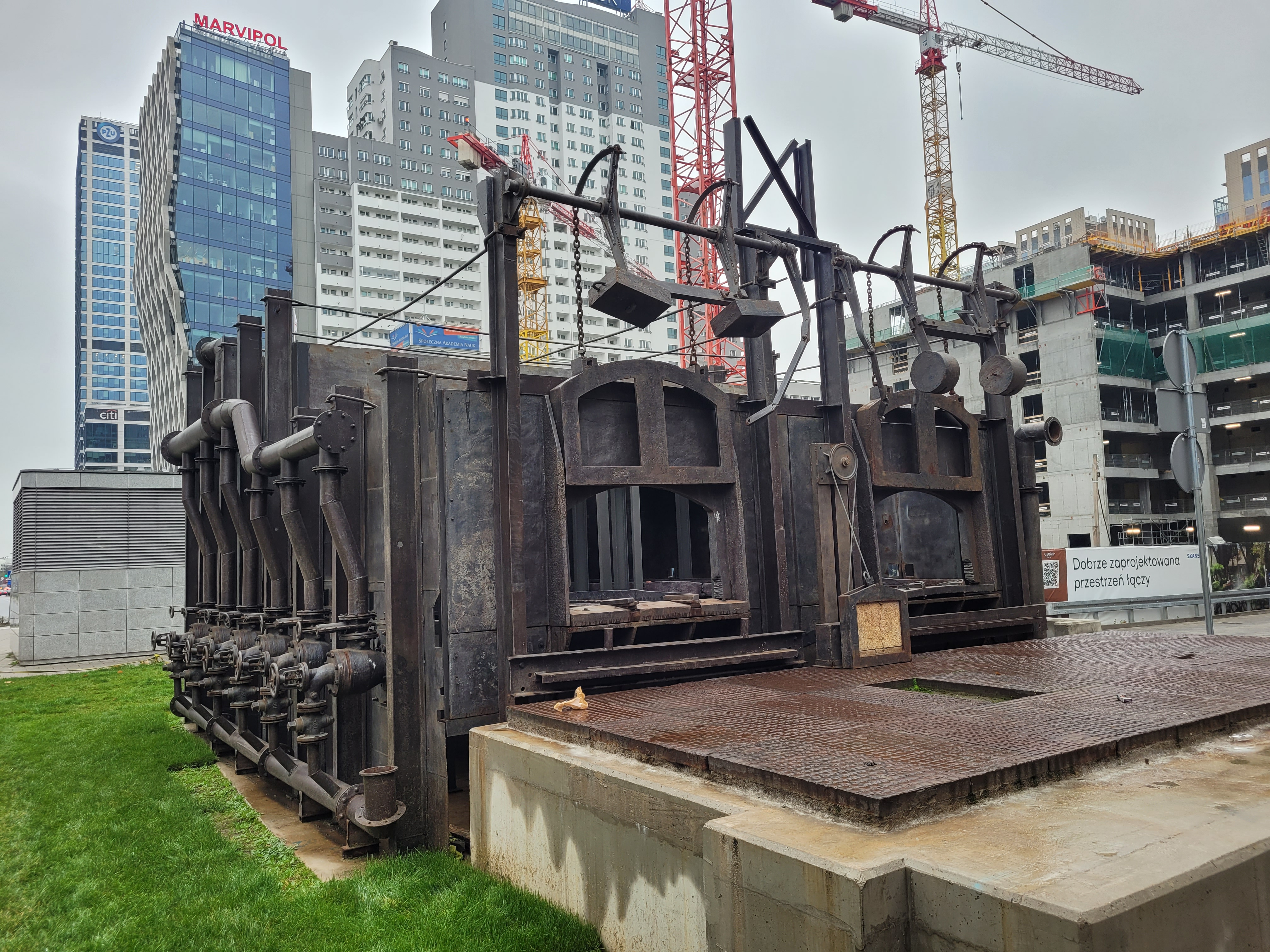
Museum im Außenbereich